# 김혜지 (아나운서)
김혜지(1987년 7월 28일 ~ )는 대한민국의 서울특별시 미디어재단 TBS 소속의 아나운서이다.

## 학력
- 충주예성여자고등학교 (졸업)
- 건국대학교 글로컬캠퍼스 (졸업)

## 경력
- 2012년 ~ 현재 : 서울특별시 미디어재단 TBS 아나운서

## 진행
- 2014년 TBS FM 《배기성, 김혜지의 힘내라 2시》
- 2018년 TBS FM 《라디오 와이파이 김혜지입니다》
- 2022년 3월 28일 ~ 현재 TBS FM<라쿠카라차 김기욱, 김혜지입니다>